# اسدالله میرزا شهاب‌الدوله

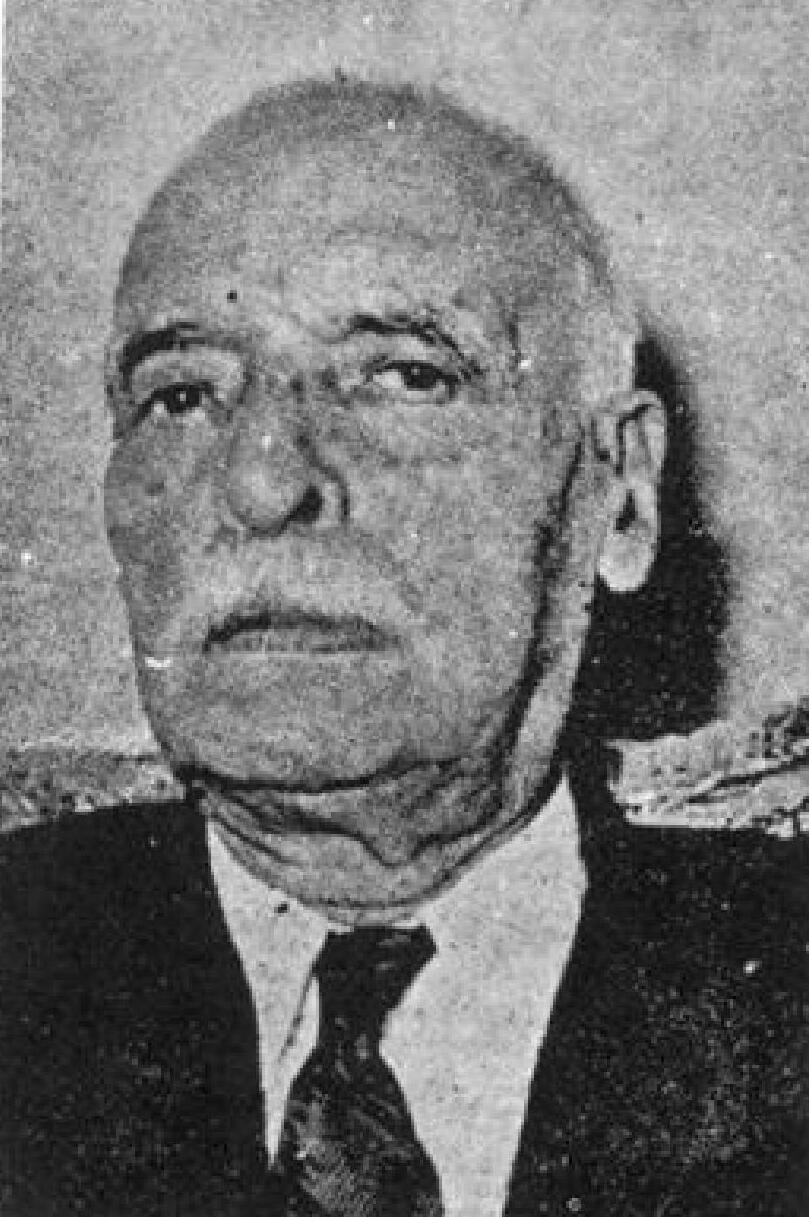
اسدالله میرزا شهاب‌الدوله

اسدالله میرزا شهاب‌الدوله (۱۲۵۰ - ۱۳۳۸) که نام خانوادگی شمس ملک‌آرا برگزید، شاهزاده قاجار، دولتمرد و نماینده مجلس شورای ملی بود.

## خانواده و تحصیل
اسدالله میرزا پسر شاهزاده عبدالحسین میرزا ملقب به شمس‌الشعراء و شاهزاده جهان‌سلطان‌خانم بود. پدر و مادرش هر دو از نوادگان فتحعلی‌شاه بودند: پدرش پسر محمدقلی میرزا ملک‌آرا (پسر دوم فتحعلی‌شاه) و مادرش دختر شاهزاده سیف‌الله میرزا (پسر چهل و دوم فتحعلی‌شاه). برادرش یحیی میرزا لسان‌الحکما از نخستین چشم‌پزشکان ایرانی بود و دو دوره نماینده مجلس شد. برادرزاده‌اش پروفسور شمس به پدر چشم‌پزشکی ایران معروف است.
اسدالله میرزا در تهران و لندن تحصیل کرد. در سال ۱۹۰۰ میلادی که نمایشگاه جهانی در پاریس تشکیل می‌شد، دولت فرانسه از ایران دعوت کرد تا نماینده خود را برای حضور در مراسم افتتاح نمایشگاه معرفی کند. چون در آن هنگام اسدالله میرزا، میرزا حسن‌خان مستوفی‌الممالک و دوستعلی‌خان معیرالممالک در اروپا بودند، دولت ایران این سه تن را به عنوان نماینده خود معرفی کرد و آنان عازم پاریس شدند. پس از پایان یافتن این مأموریت، اسدالله میرزا شش سال دیگر نیز در اروپا باقی ماند.له 

## ورود به سیاست
اسدالله میرزا پس از بازگشت ابتدا کارمند تلگراف‌خانه بود و سپس مترجم تلگراف‌خانه شد. در دوره اول مجلس شورای ملی از سوی شاهزاده‌های تهران و در دوره دوم مجلس از سوی مردم تهران وکیل مجلس شورای ملی گردید و مقارن این احوال ملقب به شهاب‌الدوله شد. از آن رو که مدت‌ها در اروپا زندگی کرده بود و به اوضاع سیاسی و اجتماعی آگاهی داشت و به علاوه سخنران برجسته‌ای بود و شجاعانه و مستدل عقاید خود را بیان می‌کرد، به زودی مورد توجه محافل سیاسی قرار گرفت. 

## وزارت
شهاب‌الدوله از هجدهم تیر ۱۲۸۹ نایب رئیس دوم مجلس شد. اما بیش از شانزده روز در این مقام نماند و به عنوان وزیر پست و تلگراف وارد نخستین کابینه میرزا حسن‌خان مستوفی‌الممالک شد و تا پایان عمر این دولت در اسفند ۱۲۸۹ در سمت خود باقی ماند. از جمله مهمترین اقدامات دوران وزارت او سامان دادن به تعرفه های تلگرافی بود که پیش از آن نظم و قانون دقیق و مشخصی نداشت. شهاب الدوله لایحه ای به مجلس داد که تعرفه یکسان و مشخصی برای تلگراف در سراسر کشور در نظر می گرفت و مخابرات تلگرافی را ضابطه مند می کرد. این لایحه سه ماه پس از پایان وزارت او در در پانزده ماده و با عنوان قانون تعرفه های تلگرافی در سی ام خرداد ۱۲۹۰ از تصویب مجلس گذشت. 
شهاب الدوله در اواخر سال ۱۳۲۹ قمری به عنوان حاکم یزد برگزیده شد. در کابینه دوم مستوفی‌الممالک که در اول اسفند ۱۲۹۳ به مجلس معرفی شد، وزیر پست و تلگراف و فوائد عامه بود اما عمر این دولت به بیست روز هم نکشید. تابستان سال بعد که مستوفی الممالک بار دیگر نخست وزیر شد، شهاب الدوله را در ۲۷ امرداد به عنوان وزیر تجارت و فوائد عامه به مجلس معرفی کرد. 
او در کابینه عبدالحسین میرزا فرمانفرما وزیر علوم شد و  پس از آن به حکومت کردستان منصوب شد. در سال ۱۲۹۸ رئیس تشریفات دربار احمدشاه قاجار شد و در هنگام کودتای سوم اسفند ۱۲۹۹ در این مقام بود. بعد از عزل سید ضیاءالدین و تبعید او از ایران، شهاب‌الدوله فرمان نخست‌وزیری قوام السلطنه را در زندان قصر به او ابلاغ کرد. قوام السلطنه نیز وزارت پست و تلگراف را به او داد. او تا پایان دولت قوام السلطنه در آخر دی ۱۳۰۰ متصدی این وزارتخانه بود. 
شهاب‌الدوله پس از انقراض قاجاریه مدتی استاندار کرمانشاه، مدتی استاندار کردستان و چندی نیز استاندار فارس بود. در اواخر عمر دو دوره به عنوان سناتور انتصابی انتخاب شد و سرانجام در سال ۱۳۳۸ خورشیدی در سن هشتاد و هشت سالگی درگذشت. همسر شهاب‌الدوله خواهر امان‌الله میرزا جهانبانی (ضیاءالدوله) بود.
مستوفی‌الممالک با انتخاب شهاب‌الدوله به وزارت نقش مهمی در پیشرفت سیاسی او داشت. شهاب‌الدوله با مستوفی‌الممالک نسبت خانوادگی داشت و نامادری مستوفی، خاله شهاب‌الدوله بود.